# Kuda-gitsune
En el Sōzan Chomon Kishū (想山著聞奇集?) el kuda-gitsune se describe como un zorro del tamaño de una rata que se puede mantener en una tubería.
De acuerdo con el Zen'an Zuihitsu ( 善庵随筆? ) el kanko es un zorro el tamaño de una comadreja o rata, con los ojos verticales y pelo fino. El mago convoca el kanko a aparecer dentro de un tubo de bambú que se está llevando a cabo, con lo cual el zorro responderá a todas las preguntas que se le pide. El origen de esta práctica se remonta a un yamabushi que obtuvo este arte mientras se somete a un estricto ascetismo en el monte Kinpu. Estos Kanko se dice que son numerosos en las montañas del norte de Suruga, Tōtōmi y Provincias Mikawa.
El Investigador Inoue Enryō en su Yōkaigaku Kogi (妖怪学講演), cita un artículo de periódico sobre el Kanko, en el cual es un pequeño ratón de tamaño criatura que es oriundo de la provincia de Shinano. Es nombrado por la cola, que es como un tubo de corte por la mitad. Puede ser domesticado y se mantienen en un bolsillo o en la manga, y usa su poder sobrenatural para buscar información variada que luego susurra a su amo. Una persona que lo mantiene puede así ver el pasado y el futuro.
- Datos: Q4451648